# Nesna
Nesna é uma comuna da Noruega, com 202 km² de área e 1 822 habitantes (censo de 2004).         